# カブトヘンゲクラゲ
カブトヘンゲクラゲ (Lobatolampea tetragona) はカブトクラゲ目に属する有櫛動物の1つ。クシクラゲ類としては珍しい、いわゆるクラゲの形を持つ。主として海底に下面の平らな部分で着底しており、刺激を受けると遊泳する。

## 概説
この動物は1992年に伊勢湾の鳥羽で発見された2個体を元に記載された。クシクラゲ類はほとんどが球形や楕円形であるのに対して、この種は咽頭の部分が大きく広がり、一般のクラゲのような傘形に近い形をしている。野外観察ではこの部分を底質につけてあまり動かず、刺激を受けると遊泳する。この群の大部分は楕円形や紡錘形などの形で浮遊するものであり、一部に基質上に定着し、匍匐して生活するものがあるが、このクラゲはその両者の中間的な形と取れる。

## 特徴
遊泳中はカメンクラゲによく似た形をとるが、底面に休息している時には盛り上がった盤状になる。その身体は体軸方向に扁平になっており、半口側は多少ともドーム状になっている。大きさはその径が最大で5cmほど、性的に成熟した状態で発見された最小の個体でその径は6.5mmであった。触手面の方が咽頭面の方向より僅かながら狭くなっている。櫛板列は短くて触手根の位置までしかない。8列の櫛板列のうちで触手面にあるものはやや短くて互いに寄り合うように伸び、咽頭面に向かうものは残りの1/4の部分に広がって伸びる。1つの櫛板列に櫛板は16ある。口側の縁は触手面のところで切れ込んだようになり、それぞれオメガのような形になる。その縁沿いは全体に広がって透明で、遊泳時には下に垂れ下がる。
耳状突起はいっさい生じない。沿咽頭面の子午管は生涯にわたって先端が行き止まりになっており、口側の4カ所にCの字型の生殖腺を生じる。  この位置は咽頭面の櫛板列の先端から先の位置に当たる。袖状突起の縁沿いに繊毛の並んだ溝があり、それに沿って2次触手が並ぶ。1次触手は縮小しており、触手根がはっきりと着色して見られるだけとなっている。この触手根からは袖状突起の縁まで2次触手の列が並ぶ。
全体に透明だが触手根と生殖巣の精巣側が金色を帯びる。

### 名称について
学名の属名は原始的な状態ではあるが袖状突起がカブトクラゲ目 Lobata を思わせ、他方でその身体の形を自由に変えられることがヘンゲクラゲ属 Lampea に似ていることによる。和名もこの二つの群の名を同じ順番で繋げた形になっている。種小名は生殖巣が4つあり、それが目を引くことから。
峯水他(2015)はこの種を「もっぱら海底で生活する体制には進化しきっていない」ものと述べている。

## 生態など
普段は海底や器物表面に平らに付着している。撮影時の光に反応して浮上するが、しばらくすると着底する。その際に口周辺の二次触手をいっぱいに海底面に広げ、海底の微生物を捕食しているものと思われる。餌は2次触手で捉え、それを袖状突起の縁にある繊毛のある溝に運び込む。
飼育下ではプラスチック水槽の底面に張り付いていることが多く、時には側面の壁に張り付くこともあったという。アルテミアの孵化した幼生を餌として与えると食べたが、餌を取るために遊泳するようではなかったという。
希少な種であると考えられ、採集された場合もごく少数個体のみが発見された例が多いが、ある程度まとまった数が採集された例もある。沖縄県宜野湾沖では砂泥底に着底した状態で100以上の個体が観察された例もある。

## 生殖
原記載に用いられた個体では生殖巣内に幼生が見られ、いわゆるフウセンクラゲ型幼生を数日おきに放出した。この幼生は放出直後には豆型で、約24時間でほぼ円錐形に変わった。それから更に伸びて2週間後には口が広がり始め、触手鞘が内側に開いた。1次触手は体の3倍超で横枝を持つ形から次第に短くなり、2週間で体長程度となった。観察されているのはここまでである。
なお、後に長径3mm程度の生殖腺が未発達の個体が採集され、これが既に本種の成体クラゲの特徴を有していたことから本種の変態は比較的短期に終わり、カブトクラゲ類で知られる幼形生殖は行わないのだろうとの判断がある。

## 分布
最初の発見は三重県であったが後に瀬戸内海や沖縄島などで発見された。その結果を総合すると本種は10.5-23.4℃と幅広い水温に対応出来ること季節的にも年間を通して発見があり、また発見された水深も1-38mと幅広い。2013年の段階で東京から石垣島に渡って発見されており、少なくとも南日本に広く分布し、各地で定着しているものと推定された。この時点ではその分布は日本だけから知られていたが、更に2015年には紅海で発見された。本種は非常に透明であること、またクシクラゲ類としては例外的な底性生活を営み、驚いて泳ぎだしてもすぐに海底に沈むのでプランクトンネットなど標準的な採集法では発見が難しいことなどから、実際にはより広い海域に生息しており、見逃されているのだという可能性が示唆されている。

## 分類
独特な特徴を多く持つことから単一の種で属を立て、独自の科と見なされている。
この動物は原始的ながら袖状突起を持ち、1次触手が退化している。これらはカブトクラゲ目の特徴である。他方で胃水管系の配置は一部を除いてフウセンクラゲ目のものに似ており、本種がこの2つの目の中間的位置にあることを示唆すると取れる。ただし現時点では他群との関係については明らかではない。